# Oscar R. Sanchez
Oscar R. Sanchez Poncé ist ein US-amerikanischer Schauspieler sowie Filmproduzent und Filmregisseur für Kurzfilme.

## Leben
Sanchez wuchs mit Englisch und Spanisch bilingual auf. Seit 2014 ist er als Filmschauspieler tätig. Er begann in Kurzfilmen mitzuspielen, 2014 gab er außerdem in 12 Til Dusk sein Spielfilmdebüt. 2015 hatte er Rollen in den beiden Fantasyfilmen Mythica – Die Ruinen von Mondiatha und Mythica – Der Totenbeschwörer inne. Von 2015 bis 2018 stellte er die Rolle des Isaiah Brown in der Fernsehserie Day Zero dar. 2018 verkörperte er die Rolle des Inigo im Film Knights of the Witch. Im selben Jahr war er außerdem in einer Episode der Fernsehserie The Outpost zu sehen.
Er produzierte und führte Regie in mehreren Kurzfilmproduktionen. Unter anderen erschien 2019 der Kurzfilm Angel de la Muerte, wo er als Regisseur, Produzent und Schauspieler agierte.

## Filmografie (Auswahl)

### Schauspiel
- 2014: The Interrogation (Kurzfilm)
- 2014: The Job Interview (Miniserie, Episode 1x01)
- 2014: Covens (Kurzfilm)
- 2014: Yield (Kurzfilm)
- 2014: Sea Monkey Do! (Kurzfilm)
- 2014: 12 Til Dusk
- 2014: Easy Greasy (Kurzfilm)
- 2015: The Decision (Kurzfilm)
- 2015: Loss (Kurzfilm)
- 2015: Wild Horses
- 2015: Suffocate (Kurzfilm)
- 2015: Mythica – Die Ruinen von Mondiatha (Mythica: The Darkspore)
- 2015: The One Takes (Fernsehserie)
- 2015: Brother’s Keeper (Kurzfilm)
- 2015: Just Let Go
- 2015: Caged to Kill (Riot)
- 2015: Mythica – Der Totenbeschwörer (Mythica: The Necromancer)
- 2015–2018: Day Zero (Fernsehserie, 4 Episoden)
- 2016: Scatternailious PT2 (Kurzfilm)
- 2016: Moving On (Kurzfilm)
- 2016: Scatternailious: Fight PT3 (Kurzfilm)
- 2016: Mr. Valentine (Kurzfilm)
- 2016: Attorney Defender (Kurzfilm)
- 2016: Commensalism (Kurzfilm)
- 2016: Weedeaters
- 2017: White Ghost (Kurzfilm)
- 2017: Shadow Skull (Kurzfilm)
- 2017: Juarez 2045
- 2017: Make Me Laugh
- 2017: Zion Curtain (Kurzfilm)
- 2017: Simulate 2.0 (Kurzfilm)
- 2017: Fear Level
- 2017: Socorro (Kurzfilm)
- 2018: Cicada (Kurzfilm)
- 2018: Knights of the Witch (The Appearance)
- 2018: The Outpost (Fernsehserie, Episode 1x02)
- 2018: Good Enough (Kurzfilm)
- 2018: The Suit, The Psycho and The Addict (Kurzfilm)
- 2019: Criminals (Kurzfilm)
- 2019: Fubar (Kurzfilm)
- 2019: Deprivation (Kurzfilm)
- 2019: Thicker than Water (Kurzfilm)
- 2019: Love Thy Neighbor (Kurzfilm)
- 2019: Angel de la Muerte (Kurzfilm)
- 2019: Better Than One (Kurzfilm)
- 2020: The Job – Es gibt nur eine Regel (Simmer)
- 2020: Saiya (Kurzfilm)
- 2021: Easy Livin’ (Kurzfilm)
- 2024: American Nobody

### Produktion
- 2015: The One Takes (Fernsehserie)
- 2016: Mr. Valentine (Kurzfilm)
- 2017: Shadow Skull (Kurzfilm)
- 2018: Good Enough (Kurzfilm)
- 2018: The Suit, The Psycho and The Addict (Kurzfilm)
- 2019: Criminals (Kurzfilm)
- 2019: Fubar (Kurzfilm)
- 2019: Deprivation (Kurzfilm)
- 2019: Thicker than Water (Kurzfilm)
- 2019: Love Thy Neighbor (Kurzfilm)
- 2019: Angel de la Muerte (Kurzfilm)
- 2019: Better Than One (Kurzfilm)

### Regie
- 2015: The One Takes (Fernsehserie)
- 2018: Good Enough (Kurzfilm)
- 2018: The Suit, The Psycho and The Addict (Kurzfilm)
- 2019: Fubar (Kurzfilm)
- 2019: Deprivation (Kurzfilm)
- 2019: Thicker than Water (Kurzfilm)
- 2019: Angel de la Muerte (Kurzfilm)
- 2019: Better Than One (Kurzfilm)